# 7
7 (VII, na numeração romana) foi um ano comum do século I, do Calendário Juliano, da Era de Cristo, teve início a um sábado e terminou também a um sábado, e a sua letra dominical foi B. Segundo o horóscopo chinês, foi o ano do Coelho.
| Ano completo                   |
| ------------------------------ |
| Ano comum com início ao sábado |

## Eventos
- Agripa Póstumo é exilado.
- Quinto Cecílio Metelo Crético e Aulo Licínio Nerva Siliano, cônsules romanos.[1]
- Tibério, que estava em campanha na Germânia, é chamado de volta por Augusto.[2]